# 國弘暁子
國弘 暁子（くにひろ あきこ、1972年 - ）は、日本の文化人類学者。早稲田大学文化構想学部教授。現代文化人類学会会長。

## 人物・経歴
東京都生まれ。東京女子大学現代文化学部卒業。グジャラート・ヴィディヤピット大学大学院社会人類学修士課程修了（インド政府給費留学）。お茶の水女子大学大学院人間文化研究科博士後期課程修了、博士（人文科学）。
お茶の水女子大学大学院人間文化創成科学研究科研究院研究員、群馬県立女子大学文学部専任講師、同准教授、早稲田大学文化構想学部准教授を経て、2020年同教授、現代文化人類学会会長。専門は文化人類学、ジェンダー研究。

## 著書
- 『ヒジュラ : ジェンダーと宗教の境界域』富士ゼロックス小林節太郎記念基金 2006年
- 『ヒンドゥー女神の帰依者ヒジュラ : 宗教・ジェンダー境界域の人類学』風響社 2009年
- 『女も男もフィールドへ』（椎野若菜, 的場澄人, 中川千草, 永塚尚子, 新ヶ江章友, 長堀紀子, 久世濃子, 杉田映理, 酒井麻衣, 四方篝, 石井美保, 菊地滋夫, 菊地紀久恵, 三谷曜子と共著）古今書院  2016年